# とっちん
とっちんは、日本のAV監督。ナチュラルハイ代表取締役。東京都出身。

## 人物・来歴
1990年から1年半、テレビ朝日系列のバラエティ番組『タモリ倶楽部』でADを経験後、1999年にナチュラルハイを設立。『痴漢10人隊』『過激露出』などを発売した。プロデューサーとしても若手監督をデビューさせ、それまでの過激路線だけでなく『ブルマニンジャ』など「ばかドラマ」路線も確立。最近では、アダルトアニメでも、活躍。
代表作として『21人痴漢』シリーズ、『ブルマニンジャ』、『戦闘変態タイツァーファイブ』、『ぼくのぴこ』、などがある。